# Eleições no Território Federal de Roraima em 1958
As eleições no território federal de Roraima em 1958 ocorreram em 3 de outubro como parte das eleições gerais no Distrito Federal, em 20 estados e nos territórios federais do Acre, Amapá e Rondônia. No presente caso, a Constituição de 1946 fixou um deputado federal para representar cada um dos territórios federais então existentes.

## Resultado da eleição para deputado federal
Conforme o Tribunal Superior Eleitoral, foram apurados 5.526 votos nominais (98,21%), 08 votos em branco (0,14%) e 93 votos nulos (1,65%), resultando no comparecimento de 5.627 eleitores. Nos territórios federais representados por apenas um deputado federal, será observado o princípio do voto majoritário.

### Coligação PSD-UDN-PSP-PTB
| Candidatos a deputado federal em 1958 | Partido | Votação | Percentual | Cidade onde nasceu | Unidade federativa | Referências |
| Valério Magalhães                     | PSD     | 3.224   | 58,34%     | Boa Vista          | Roraima            | [ 5 ]       |
| Clóvis Nova da Costa                  | PSD     |         |            |                    |                    | [ 6 ]       |
| Fontes:                               |         |         |            |                    |                    |             |

### Chapa do PTN
| Candidatos a deputado federal em 1958 | Partido | Votação | Percentual | Cidade onde nasceu | Unidade federativa | Referências |
| Félix Valois                          | PTN     | 2.302   | 41,66%     | Pastos Bons        | Maranhão           | [ 7 ]       |
|                                       | PTN     |         |            |                    |                    |             |
| Fontes:                               |         |         |            |                    |                    |             |